# Ernst Nilsson
Ernst Nilsson (n. 10 mai 1891, Malmö, Malmöhus⁠(d), Suedia – d. 11 februarie 1971, Malmö, Malmöhus⁠(d), Suedia) a fost un luptător ce a reprezentat Suedia, medaliat olimpic. A participat la 3 ediții ale Jocurilor Olimpice (1912, 1920, 1924) în care a câștigat o medalie de bronz.